# Wiener Flötenuhr
Die Wiener Flötenuhr ist ein Schallplatten- und CD-Preis, der für herausragende Einspielungen von Mozarts Werken auf Tonträger vergeben wird. Der Preis wird alle zwei Jahre von der Mozartgemeinde Wien gestiftet und von der Stadt Wien gefördert.

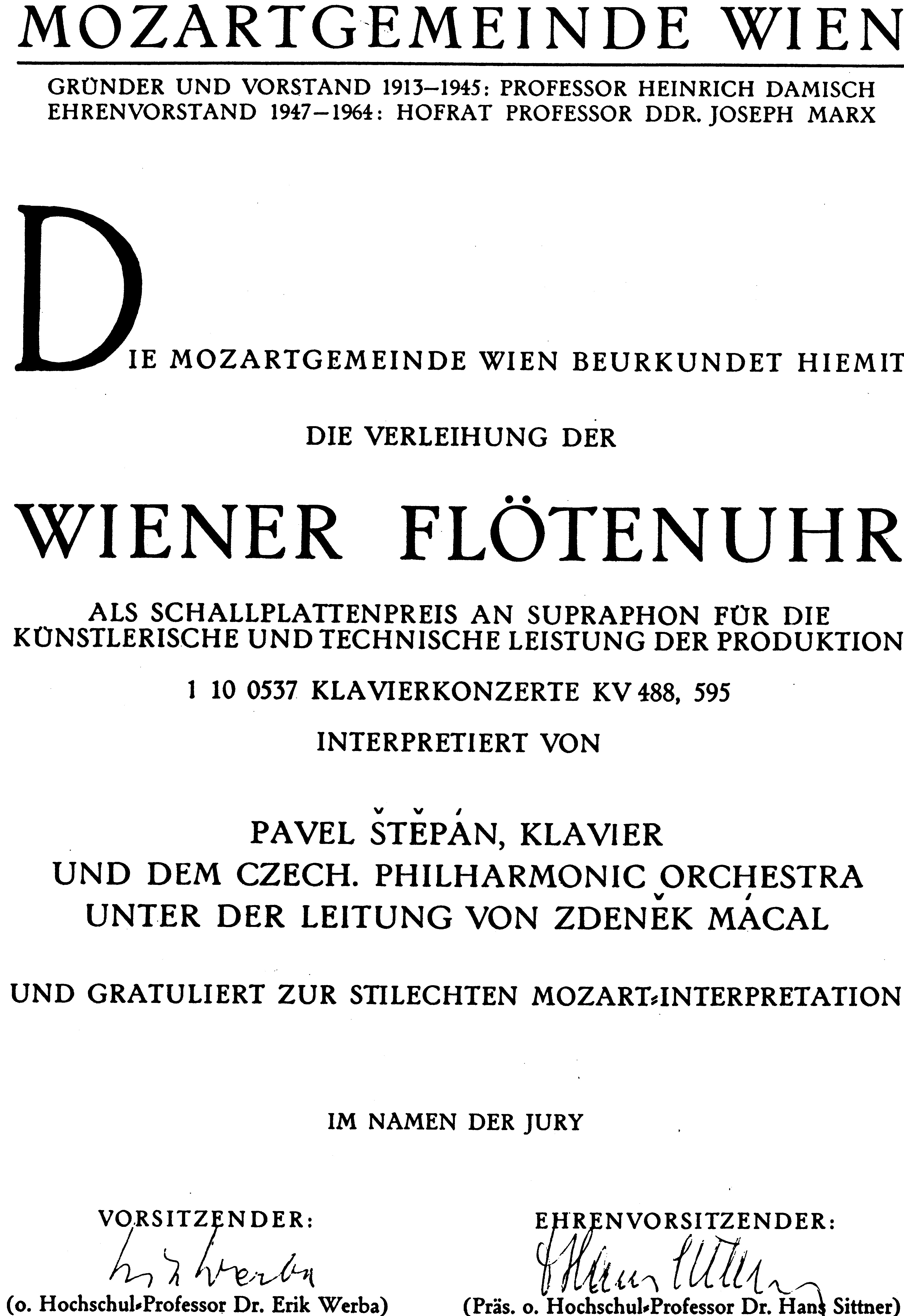
Wiener Flötenuhr 1971

## Preisträger
- Kristian Bezuidenhout (2019)
- Luca Pisaroni (2015)
- Wiener Sängerknaben (2013)
- Michael Schade (2011)
- Bertrand de Billy (2009)
- Haydn Trio Eisenstadt (2007)
- Barbara Moser/Joanna Madroszkiewicz (2005)
- Edith Lienbacher (2003)
- Anton Scharinger (2001)
- Margarete Babinsky (1999)
- Bo Skovhus (1998)
- Ruth Ziesak (1997)
- Alban-Berg-Quartett (1996)
- Wolfgang Schulz/Hansjörg Schellenberger (1995)
- Artis-Quartett (1991)
- Supraphon, mit Pavel Štěpán, Václav Neumann und der Tschechischen Philharmonie – KV 382, 491 (1982)
- Ariola-Eurodisc, mit Igor Oistrach und Natalia Serzalowa (1981)
- EMI Electrola, mit Igor und David Oistrach und den Berliner Philharmonikern (1975)
- Supraphon, mit Pavel Štěpán und der Tschechischen Philharmonie – KV 488, 595 (1971)
- Deutsche Grammophon, mit Géza Anda und der Camerata Academica des Mozarteums Salzburg – Gesamtaufnahme der Klavierkonzerte (1970)

Bis Ende der 1980er Jahre wurden die Plattenfirmen direkt für ihre Einspielungen ausgezeichnet, ab den 1990er Jahren erhielten die Interpreten die Wiener Flötenuhr, welche meist im Preisträgerkonzert überreicht wurde.